# Villamoros de las Regueras
Villamoros de las Regueras es una localidad española perteneciente al municipio de Villaquilambre, en la provincia de León y la comarca de Tierra de León, en la comunidad autónoma de Castilla y León. 
Situado a la margen izquierda del río Torío.
Los terrenos de Villamoros de las Regueras limitan con los de Villarrodrigo de las Regueras al norte, Castrillino, Santovenia del Monte y Carbajosa al noreste, Villavente al este, Tendal y Golpejar de la Sobarriba al sureste, Las Lomas al sur, Villaobispo de las Regueras al suroeste, León y Navatejera al oeste y Villaquilambre al noroeste.
Perteneció a la antigua Hermandad de las Regueras.